# 소니 뮤직 아티스츠
주식회사 소니 뮤직 아티스츠(일본어: 株式会社ソニー・ミュージックアーティスツ 가부시키가이샤 소니 뮤짓쿠 아티스쓰[*], 영어: Sony Music Artists Inc., 약칭: SMA)는 일본의 예능 사무소다. 주식회사 소니 뮤직 엔터테인먼트(SMEJ)의 완전 자회사다. 일본음악사업자협회 정회원, 일본레코드협회 찬조 회원이다.

## 역사
1974년에 CBS 소니 레코드 주식회사의 전액 출자 자회사로서 설립되었다. 당초에는 설립 경위로부터 가수의 매니지먼트를 사업의 중심으로 하고 있었지만, 1990년대 이후는 배우·탤런트·문화인의 매니지먼트도 실시하고 있어 종합 예능 사무소의 하나로서 알려져 있다.
쿠라시나 카나, 츠치야 타오, 니카이도 후미, 쿠로시마 유이나와 아침 드라마 히로인을 많이 배출하고 있다.
2004년에 설립한 코미디 부문 SMA NEET Project는 바이킹, 할리우드 자코시쇼, 아키라 100% , 니시키고이와 같은 대표적인 코미디상 레이스(킹 오브 콩트, R-1 그랑프리 , M-1 그랑프리) 모두에서 우승자를 배출하고 있다. 이것은, 요시모토 흥업 이외에서는 SMA가 유일하다.
덧붙여 SMA의 소속 아티스트는 반드시 SME에 소속하고 있는 것은 아니고, SME에의 소속 이력이 없는 사람도 재적한다.